# Garda Voluntară Sârbă
Garda Voluntară Sârbă (sârbă Српска добровољачка гарда, СДГ / Srpska dobrovoljačka garda, SDG), cunoscută și sub numele de Tigrii lui Arkan (sau numai Tigrii; sârbă Арканови тигрови / Arkanovi tigrovi, sau numai Тигрови / Tigrovi) Arkanovci), a fost o unitate paramilitară voluntară sârbă înființată și condusă de Arkan care a luptat în Croația (1991-93) și în Bosnia (1992-95) în timpul războaielor iugoslave.

## Legături externe
- ICTY indictment against Arkan